# Konsumgenossenschaft Solidarität

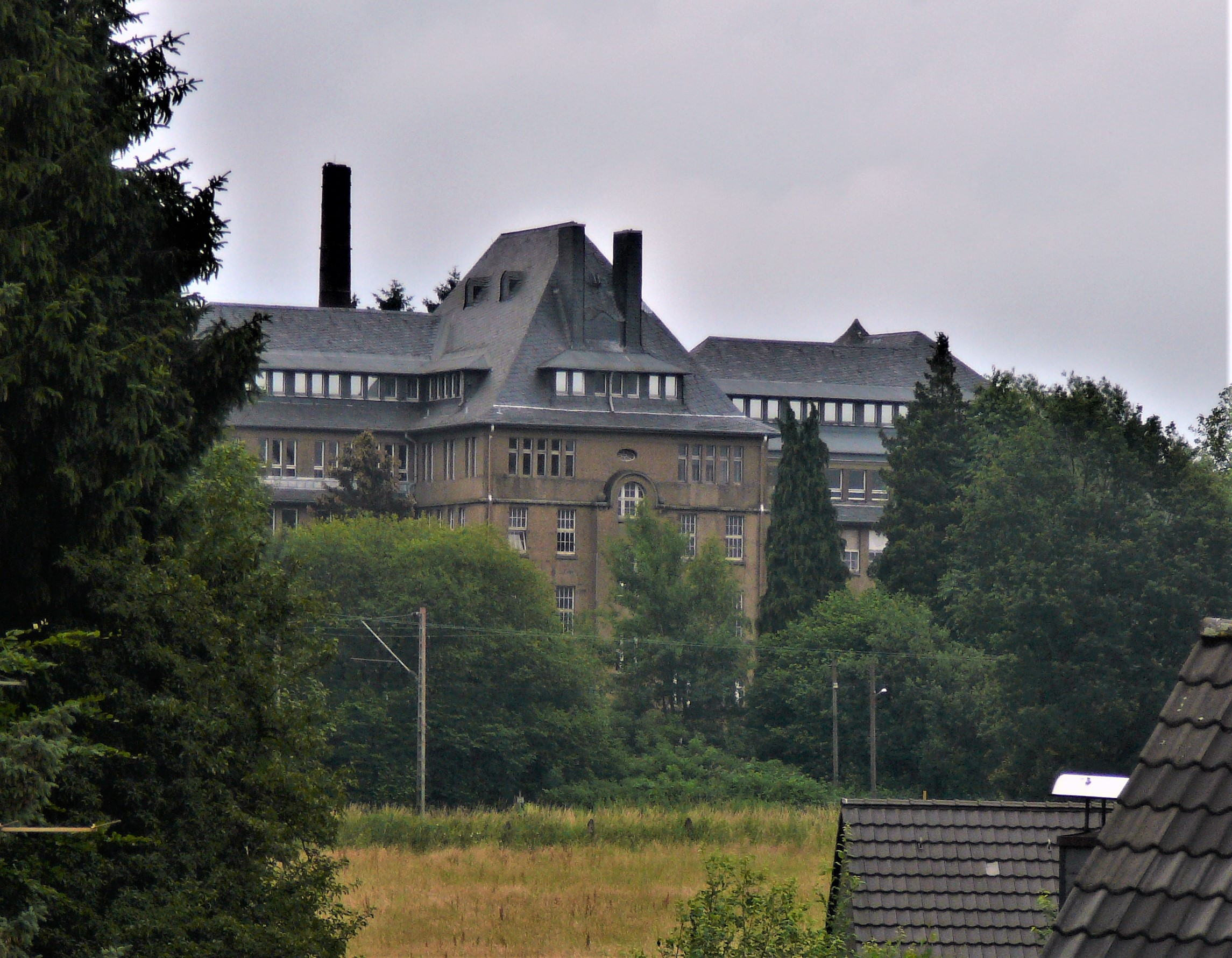
Blick auf das Hauptgebäude der Konsumgenossenschaft

Die Konsumgenossenschaft Solidarität wurde 1902 in der damals selbständigen Stadt Ohligs gegründet, die heute ein Stadtteil der bergischen Großstadt Solingen ist. Die Konsumgenossenschaft bezog im Jahre 1915 einen heute denkmalgeschützten Gebäudekomplex an der Prinzenstraße und bestand als selbständige Genossenschaft bis 1921, als sie mit der Kölner Konsumgenossenschaft Hoffnung verschmolz. In den Hochzeiten waren 26 Prozent aller Solinger Haushalte in der Genossenschaft organisiert. Unter den Nationalsozialisten wurde sie jedoch 1933 aufgelöst. 1947 erfolgte die Neugründung der Genossenschaft, die noch bis in die 1960er Jahre hinein bestanden hat.

## Geschichte
Ab der Mitte des 19. Jahrhunderts wurden in Deutschland die ersten Konsumvereine, häufig in Form von Genossenschaften, gegründet, die im Zuge der Arbeiterbewegung entstanden. Ihr Ziel war die Verbilligung und die Verbesserung der Verfügbarkeit von Einkaufswaren für die in der Genossenschaft zusammengeschlossenen Arbeiter. Nach dem Außerkrafttreten des Sozialistengesetzes im Jahre 1890 entstand im Deutschen Reich eine Welle an Neugründungen von Konsumgenossenschaften, die um die Jahrhundertwende zum 20. Jahrhundert ihren Höhepunkt fand. Der Solinger Raum gilt gemeinhin als eine der Wiegen der Arbeiterbewegung in Deutschland. In diesem Zusammenhang entstand im Jahre 1902 in der Stadt Ohligs die Konsumgenossenschaft Solidarität.
Die Stadt Ohligs im Landkreis Solingen war 1891 durch Umbenennung aus der Stadt Merscheid hervorgegangen, die seit dem Jahre 1856 das Stadtrecht besaß. Durch den 1867 erfolgten Anschluss an das Eisenbahnnetz durch den Bahnhof bei Hüttenhaus entwickelte sich die spätere Stadt Ohligs bis gegen Ende des 19. Jahrhunderts zu einer wirtschaftlich florierenden Kleinstadt mit einigen Industriebetrieben.
Die Konsumgenossenschaft vervielfachte die Anzahl ihrer Mitglieder rasch, bis 1913 die Zahl von 8500 erreicht war. Im Jahre 1914 übernahm die Genossenschaft den 1911 in Opladen gegründeten Eisenbahner-Konsumverein Flügelrad. Die Genossenschaft wuchs so stark, dass bereits kurz nach Beginn des Ersten Weltkriegs im Jahre 1915 ein mehrere Gebäude umfassender Neubaukomplex als neue Produktionsstätte und Betriebszentrale bezogen wurde. Die Neubauten entstanden auf einem unbebauten Grundstück zwischen Prinzenstraße und Caspersbroicher Weg nahe der Hofschaft Schnittert im Norden von Ohligs. Die Lage unmittelbar an der Bahnstrecke Haan-Gruiten–Köln-Deutz ermöglichte einen direkten Anschluss an das Schienennetz.
Im Jahre 1921 verschmolz die Ohligser Konsumgenossenschaft Solidarität mit der in Köln-Kalk ansässigen Konsumgenossenschaft Hoffnung, die in der Folge in Rheinisch-Bergische Konsumgenossenschaft Hoffnung e.G.m.b.H. umbenannt wurde. In den 1920er Jahren gehörten neben großen Warenlagern eine eigene Bier- und Limonadenabfüllerei, eine Genossenschaftsbäckerei, ein Fuhrpark mit Wagen und Pferden und eine Fahrzeugwerkstatt zu der Konsumgenossenschaft. Sie unterhielt im Solinger Stadtgebiet zahlreiche Verteilstellen für ihre Waren, einige davon in den Siedlungen des Spar- und Bauvereins Solingen wie etwa am Weegerhof. Unter den Nationalsozialisten wurde die Konsumgenossenschaft im Jahre 1933 gleichgeschaltet. Eine Neugründung erfolgte im Jahre 1947, als die Bäckerei in den Gebäuden wieder ihren Betrieb aufnahm, die die Luftangriffe auf Solingen während des Zweiten Weltkriegs unbeschadet überstanden hatten. Noch bis in die 1960er Jahre wurden viele Solinger Haushalte durch die Konsumgenossenschaft mit Lebensmitteln versorgt, ehe sie schließlich einging.

## Gebäude und Denkmalschutz

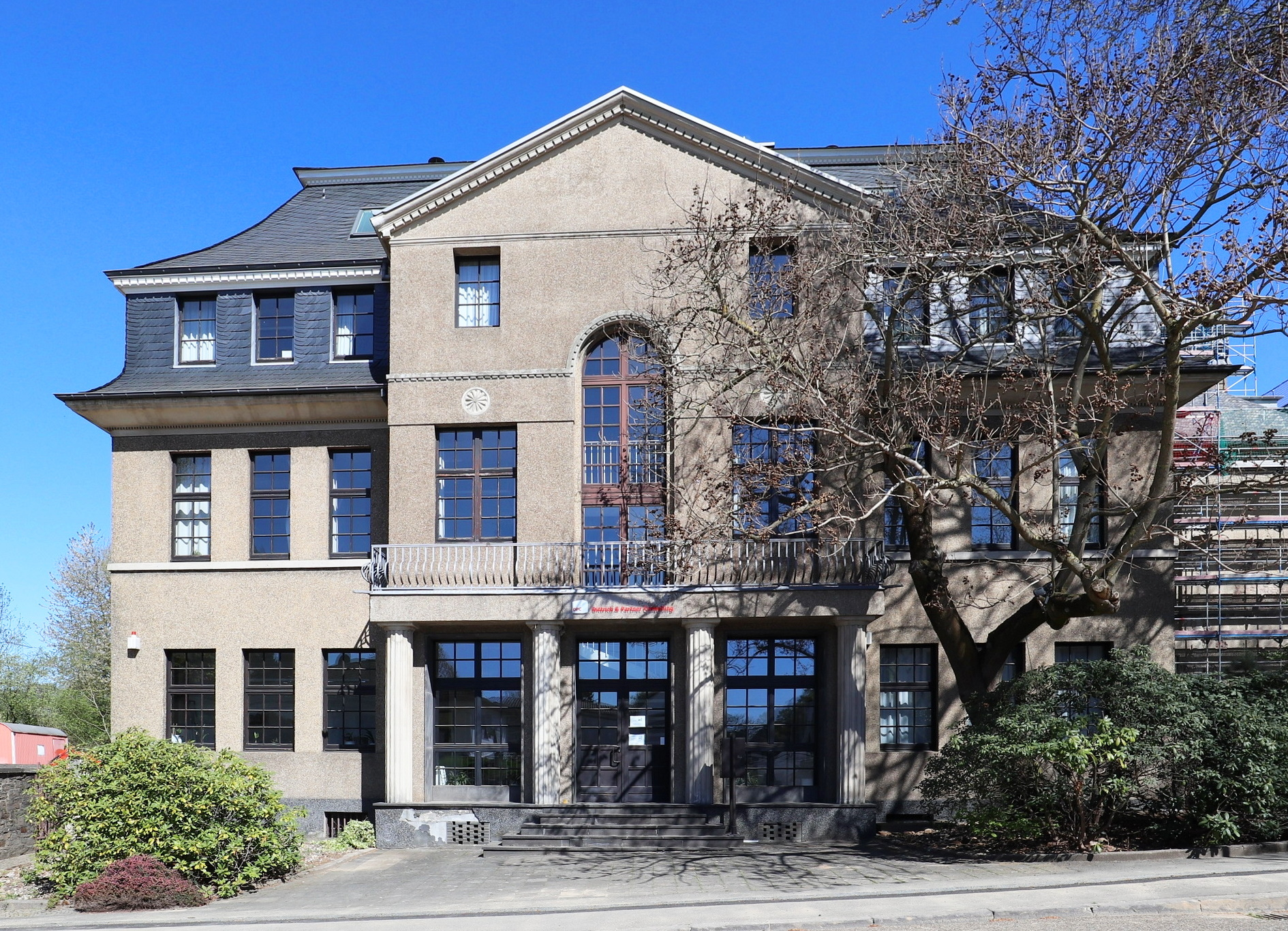
Prinzenstraße 2

Das 1913/1915 bzw. 1924 erbaute, teils fünfgeschossige Gebäudeensemble zwischen Prinzenstraße und Caspersbroicher Weg bildet bis heute eine markante Baugruppe im Solinger Stadtteil Ohligs. Den Gebäuden kommt eine stadtgeschichtliche Bedeutung zu, die zu einer Eintragung in die Liste der Baudenkmäler in Solingen-Ohligs führte.
Das repräsentativ gestaltete, ehemalige Verwaltungsgebäude der Konsumgenossenschaft an der Prinzenstraße 2 steht seit 7. Januar 1987 unter Denkmalschutz. Das fünfgeschossige Hauptproduktionsgebäude an der Prinzenstraße 2a wurde am 22. Mai 2019 in die Denkmalliste eingetragen. Darin befanden sich das Zentrallager der Genossenschaft sowie eine Großbäckerei. Als Baudenkmal anerkannt wurden darüber hinaus der Industrieschornstein auf dem Gelände, das 1948/49 erbaute Pförtnerhäuschen sowie die Einfassungsmauer. Das Gebäude Prinzenstraße 2c wurde zeitgleich als Autowerkstatt, Kutscherwohnung und Mineralwasserfabrik genutzt, es steht nicht unter Denkmalschutz. Der Denkmalwert des erst 1924 errichteten Gebäudes Prinzenstraße 2b, das als Nudelfabrik und Lager genutzt wurde, wird noch geprüft.
Die Gebäude wurden bereits nach 1933 von dem Unternehmen Max Frey genutzt, aus dem der spätere Saatgut-Hersteller Flora Frey hervorging. Während des Zweiten Weltkriegs wurden die Kellerräume der Gebäude als Luftschutzbunker genutzt. Das Unternehmen Flora Frey nutzte die Gebäude bis 1989, als ein Neubau im Gräfrather Industriegebiet Dycker Feld bezogen wurde. Anschließend dienten die Gebäude dem Handelsunternehmen Silag als Lager, das Verwaltungsgebäude wurde Sitz von Dienstleistungsunternehmen.
Das Gebäudeensemble wurde im Jahre 2019 von dem Ohligser IT-Unternehmer Mirko Novakovic erworben. Dieser ließ das Hauptgebäude der Genossenschaft zwischen 2020 und 2022 umfassend sanieren. Es wird seither als Standort des von Novakovic gegründeten Softwareunternehmens Instana genutzt, das er im November 2020 an IBM verkauft hatte. Im Zuge der Sanierung entstand in den Gebäuden unter anderem ein Coworking-Space, ein Restaurant sowie ein Fitnessstudio. Insgesamt 8 Millionen Euro investierte Novakovic, die Bauarbeiten wurden Ende 2022 abgeschlossen und damit ein Jahr später als ursprünglich geplant. Für sein Engagement um die Sanierung des Gebäudes erhielt Novakovic den Denkmalpreis 2022 des Bergischen Geschichtsvereins Abteilung Solingen e. V.